# Callynthrophora hastaticornis
Callynthrophora hastaticornis är en tvåvingeart som beskrevs av Hesse 1938. Callynthrophora hastaticornis ingår i släktet Callynthrophora och familjen svävflugor. Inga underarter finns listade i Catalogue of Life.